# Espacio sideral (canción)
«Espacio sideral» es una canción interpretada por el dúo mexicano Jesse & Joy, incluida en su álbum de estudio debut, Ésta es mi vida del año 2006. Los hermanos la compusieron, mientras que Kiko Cibrián se encargó de producirla. La compañía discográfica Warner Music México la lanzó como el primer sencillo del álbum. Fue publicada a través de descarga digital en abril de 2007.
La Asociación Mexicana de Productores de Fonogramas y Videogramas (AMPROFON) la certificó con disco de oro por sus altas ventas en México.

## Antecedentes
Luego de la firma del contrato con Warner Music México en diciembre de 2005, fueron los encargados de cerrar el Teletón en cadena nacional, fueron apadrinados por el dúo mexicano-argentino Sin Bandera tocaron por primera vez en público «Espacio sideral» se presentaron en el zócalo de la Ciudad de México ante más de 100 mil personas.

## Vídeo musical

### Filmación
El vídeo fue grabado en las calles de Buenos Aires, Argentina, bajo la dirección de Joaquín Cambre.

### Trama
El vídeo comienza con Jesse & Joy caminando en las calles de los suburbios de Buenos Aires, luego llegan a un portón que se abre y abduce a Joy hacia una silla donde se encuentra en una escena de Frankenstein, hay un científico loco que quiere trata de experimentar con ella. Después Joy huye de ese lugar y siguen caminando. Posteriormente es Jesse quien es agarrado por uno de los tentáculos de una clase de pulpo, que lo lleva a edificio oscuro, mientras que Jesse trata de luchar contra él. mientras aparecen unas mujeres vestidas de aliens y lo obligan con unas armas espaciales a seguirlas, luego lo hacen sentar en un cesto de basura y se va de allí con Joy.
Se van caminando hasta que llegan a otro portón que se abre, deciden entrar y se encuentran con el científico loco anteriormente visto que los persiguen, ellos huyen y mientras huyen pasan atrás de las mujeres que secuestraron a Jesse. Jesse y Joy hallan naves espaciales luminosas en las que deciden entrar y salen del edificio en ellas. Los villanos al ver que huían en sus naves toman otra nave y los persiguen. Luego de esquivarlos y perseguirlos la nave de los villanos explota y después explotan y empiezan a averiarse algunos de sus artefactos.

## Promoción
La canción ha sido una de las más reconocidas en la carrera del dúo. Ha sido incluida en varios álbumes recopilatorios y álbumes en vivo además también está dentro de las listas de canciones incluidas en sus giras musicales.

## Otras versiones
Una versión en inglés fue grabada por los mismos Jesse & Joy titulada Outer Space (Espacio exterior), para su álbum bilingüe Jesse &Joy a finales del 2015.

## Premios y nominaciones

### Premios Oye!
| Año  | Trabajo nominado  | Categoría       | Resultado |
| ---- | ----------------- | --------------- | --------- |
| 2005 | «Espacio sideral» | Canción del Año | Nominado  |

## Charts
Semanales
| País           | Chart       | Lista           | Mejor posición |
| 2005 / 2006    | 2005 / 2006 | 2005 / 2006     | 2005 / 2006    |
| -------------- | ----------- | --------------- | -------------- |
| Estados Unidos | Billboard   | Top Latin Songs | 35             |
| Estados Unidos | Billboard   | Latin Pop Songs | 15             |

## Certificaciones
| País   | Organismo certificador | Certificaciones | Simbolización | Ref.  |
| ------ | ---------------------- | --------------- | ------------- | ----- |
| México | AMPROFON               | Oro             | ●             | [ 4 ] |